# Dværgmus
Dværgmusen (Micromys minutus), eller havremusen, er en af verdens mindste gnavere, med en kropsvægt omkring 7 gram. Den er især knyttet til det åbne land og lever størstedelen af tiden oppe i vegetationen, hvor den er i stand til at klatre rundt i de tynde græsstrå. Dværgmusen har først i 1900-tallet bredt sig til hele Danmark og er nu almindelig.

## Udseende
Længden af krop og hoved er 58-76 millimeter og halen 51-72 millimeter. Pelsen er om sommeren rødbrun, mens den om vinteren og hos de unge dyr er mere gråbrun. Partiet omkring haleroden og lårenes bagsider er rustrødt og ofte meget iøjnefaldende. Undersiden er gråhvid til gulhvid. Der er ingen skarp grænse mellem ryggens og bugens farver. Hovedets form kan minde om studsmusene, f.eks. markmus og rødmus, hvor snuden er kort og afrundet. Både øjne og ører er ret små, og ørerne er hårede og næsten helt skjult af pelsen, når dyret lægger dem tilbage. Benene er korte og spinkle og uegnede til spring. Dog er halen lang og tænderne bygget ligesom hos de andre ægte mus.

## Udbredelse
Dværgmusen har en palæarktisk udbredelse som strækker sig fra Spanien i vest til Japan i øst.

### Forekomst i Skandinavien
I 1800-tallet var dværgmusen kun kendt fra Jylland syd for Limfjorden og fra Fyn, men spredte sig fra begyndelsen af 1900-tallet til Sjælland og blev i 1939 første gang observeret nord for Limfjorden. I Finland forekommer den op til den svenske grænse. Arten blev ikke observeret i Sverige førend 1985, hvor en population opdagedes i Dalsland. Det har senere vist sig at denne populations udbredelse strækker sig ind i Värmland og Norge. I 2007 opdagedes en ny population i Skåne. Genetiske analyser af mitokondrie-DNA har vist at populationerne i Dalsland og Skåne har forskellig oprindelse, men at begge er nærmest beslægtet med populationer i Danmark.

## Levevis
Dværgmusen findes først og fremmest i det åbne land, hvor der er højt græs. Den er især almindelig på fugtige steder, hvor vegetationen er særlig høj og kraftig. Den findes dog også i kornmarker, især af havre, eller i skovlysninger med et højt, tæt græsdække.
Med dens specialiserede fødder og gribehale kan dværgmusen elegant klatre på græsstrå. Den ses både være aktiv dag og nat, men er især nataktiv med den største aktivitet efter skumring og før dæmring.
Som ynglerede bygges mellem stråene en kugleformet rede. Den har en diameter på 5 til 13 centimeter og befinder sig normalt mindst 30 cm over jorden. Redematerialet består næsten udelukkende af græsstrå som spaltes på langs og filtres sammen. Nærstående stængler og blade indflettes i reden uden at de bides itu, så de bevarer deres grønne farve og hjælper til at camouflere reden. Om vinteren indrettes en mindre kunstfærdigt bygget rede ved jorden i en græstue eller i korte gange lige under jordoverfladen. I vinterreden kan musen samle et større forråd af korn og andre frø.
Den lever hovedsageligt af frø, men også andre plantedele og insekter.
Yngletiden varer normalt fra marts til oktober. Drægtighedstiden er cirka 21 dage og hunnen føder 3 til 7 unger per kuld. I Danmark får hver hun gennemsnitligt to til tre kuld. Efter 24 dage har ungerne nået voksenstørrelse og efter fire-fem uger er de kønsmodne. Dværgmusen bliver i naturen kun op til 16-18 måneder gammel.

### Trykte kilder
- B. Jensen (2004) Nordens däggdjur, andet oplag, Prisma förlag, ISBN 91-518-4432-X